# Absurdistán (novela)
Absurdistán (2006) es una novela del escritor estadounidense -de origen ruso- Gary Shteyngart. Narra las aventuras de Misha Vainberg, el hijo de 130 kilos del ricachón número 1.238 de Rusia, mientras lucha por regresar a su verdadero amor en el sur del Bronx.

## Argumento
Luego que el padre de Misha asesina a un prominente hombre de negocios de Oklahoma, el Servicio de Inmigración le prohíbe a toda la familia Vainberg entrar a Estados Unidos, atrapando a Misha en su nativo San Petersburgo, al que nostálgicamente se refiere como "San Leninsburgo." Misha -conocido como "Snack Daddy" mientras asistió al Accidental College, en alguna parte del medioriente de EE. UU. (una referencia obvia al Oberlin College, al que asistió Shteyngart)- está desesperado por retornar a su verdadero amor, Rouenna, a quien conoció mientras ella trabajaba en un cabaret y que ahora asiste al Hunter College, a expensas de Misha.
Después que su padre es asesinado por un compañero oligárquico, empero, a Misha se le presenta la oportunidad de comprar un pasaporte belga de un diplomático corrupto de la ex república soviética de Absurdsvanϊ, también conocida como Absurdistán, cuya reputación, debido a sus magnates petroleros, se ha ganado el título de "La Noruega del Caspio." Divida en dos grupos étnicos mayoritarios, el Sevo y el Svanϊ -cuyo odio mutuo proviene de la disputa por donde la "falda" del cruce ortodoxo debería inclinarse- Absurdistán pronto se encuentra oculto en una guerra civil, y Misha es forzado a tomar partido en nombre de su nuevo amor.
Designado "Ministro del Multiculturismo", pidió fondos a Israel, pero pronto descubre que está siendo manipulado por el líder Sevo, quien, de hecho, ha estado ligado al líder Svanϊ desde siempre.

## Crítica
Absurdistán debutó principalmente con críticas favorables, incluyendo una entusiasta crítica de Walter Kirn en la portada del New York Times Book Review. El Sunday Book Review, de la misma publicación, lo catalogó como una de los 10 mejores libros de 2006.